# پشت دیوارهای صومعه
پشت دیوارهای صومعه (ایتالیایی: Interno di un convento) یک فیلم اروتیک درام به کارگردانی والرین بروفچیک است که در سال ۱۹۷۸ منتشر شد. این فیلم دارای یک سکانس جنجالی و بحث‌برانگیزِ هاردکور است که خودارضایی زنی با یک دیلدوی چوبی را نشان می‌دهد در حالی که چهره مسیح در یک انتهای آن نقاشی شده‌است. این سکانس، «واضح‌ترین صحنه جنسی در فیلم و آنچیزی است که فیلم را بدنام کرده‌است».

## گزیدهٔ بازیگران
- هاوارد راس
- مارینا پیرو
- گابریلا جاکوبه
- ماریو مارانتسانا
- اولیویا پاسکال
- پائولا مورا
- ماریا کومانی کوآزیمودو
- لوردانا مارتینز